# استئومیلیت تصلبی گاره
استئومیلیت تصلبی گاره (انگلیسی: Garre's sclerosing osteomyelitis) نوعی استئومیلیت مزمن است که عنوانش را از یک جراح سوئیسی به نام کارل گاره می‌گیرد.
این بیماری نادر، بیشتر در کودکان و نوجوانان دیده می‌شود و علتش احتمالاً، یک عفونت جزئی و خفیف در جایی از بدن (مثلاً پوسیدگی دندان) است.